# سابرینا ابرزمایر
سابرینا ابرزمایر (به آلمانی: Sabrina Ebbersmeyer) فیلسوف آلمانی و دانشیار فلسفه در دانشگاه کپنهاگ است. او برای کارهایش در زمینه فلسفه رنسانس و اوایل دوره مدرن شناخته شده است. او از سال ۲۰۱۹ تا ۲۰۲۲ رئیس انجمن اروپایی فلسفه مدرن اولیه بود.

## آثار
ابرزمایر به دلیل کار خود در علم در رنسانس و فلسفه مدرن اولیه، و زنان در تاریخ فلسفه شناخته شده است.

## انتشارات برگزیده
- Ebbersmeyer, Sabrina; Hutton, Sarah, eds. (2021-10-07). Elisabeth of Bohemia (به انگلیسی). Cham: Springer. ISBN 978-3-030-71526-7.[۵]
- Lines, David A.; Ebbersmeyer, Sabrina, eds. (2013-03-31). Rethinking Virtue, Reforming Society: New Directions in Renaissance Ethics, c.1350 - c.1650 (به انگلیسی). Turnhout: Brepols Publishers. ISBN 978-2-503-52524-2.[۶]
- Ebbersmeyer, Sabrina (2010-05-19). Homo agens: Studien zur Genese und Struktur frühhumanistischer Moralphilosophie (به آلمانی) (1st ed.). Berlin: De Gruyter. ISBN 978-3-11-022576-1.[۷]
- Ebbersmeyer, Sabrina; Kessler, Eckhard; Schmeisser, Martin (2007). Ethik des Nützlichen: Texte zur Moralphilosophie im italienischen Humanismus (به آلمانی). Wilhelm Fink. ISBN 978-3-7705-4382-3.[۸]